# Wallace Reid
Pour les articles homonymes, voir Reid.
Wallace Reid (né le 15 avril 1891 à Saint-Louis dans le Missouri et mort le 18 janvier 1923 à Los Angeles en Californie d'une surdose de drogue) est un acteur, réalisateur et scénariste américain.

## Biographie
Fils de l'acteur et réalisateur Hal Reid qui le dirige à plusieurs reprises, Wallace Reid tourne des courts métrages à ses débuts, parfois sous la direction d'Allan Dwan ou Jack Conway, puis rejoint l'écurie de D. W. Griffith (participant aux aventures de Naissance d'une nation et Intolérance). Il devient ensuite un des acteurs préférés de Cecil B. DeMille et James Cruze, travaillant également avec Sam Wood, George Melford et Donald Crisp, avec pour partenaires Gloria Swanson, Mae Murray, Agnes Ayres, Dorothy Gish, Bebe Daniels ou Lois Wilson. Lui-même écrit et réalise un nombre non négligeable de films.
Alors qu'il se rendait dans l'Oregon pour le tournage de La Vallée des géants (1919), Reid est blessé dans un accident de train près d'Arcata, en Californie, et a eu besoin de six points de suture pour une blessure au cuir chevelu de 3 pouces (8 cm),. Pour continuer le tournage, on lui a prescrit de la morphine pour soulager sa douleur, et Reid est rapidement devenu dépendant. Il a continué à travailler à un rythme effréné sur des films de plus en plus exigeants physiquement. La dépendance à la morphine de Reid s'est aggravée à une époque où les programmes de réadaptation étaient inexistants
Wallace Reid s'était marié avec Dorothy Davenport en 1913, avec laquelle il eut un enfant, Wallace Reid, Jr., et resta avec elle jusqu'à sa mort, en 1923 à l'âge de 31 ans. En 1923 elle a co-produit et distribué le film Human Wreckage sur les dangers de la drogue, et a ultérieurement produit d'autres films sur les problèmes sociaux aux États-Unis.
Wallace Reid possède une étoile sur le Walk of Fame d'Hollywood Boulevard.

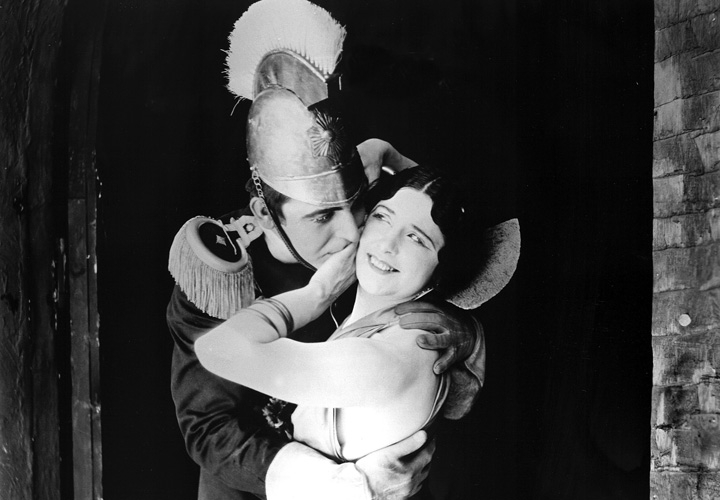
Dans Carmen avec Geraldine Farrar

## Filmographie

### Comme réalisateur

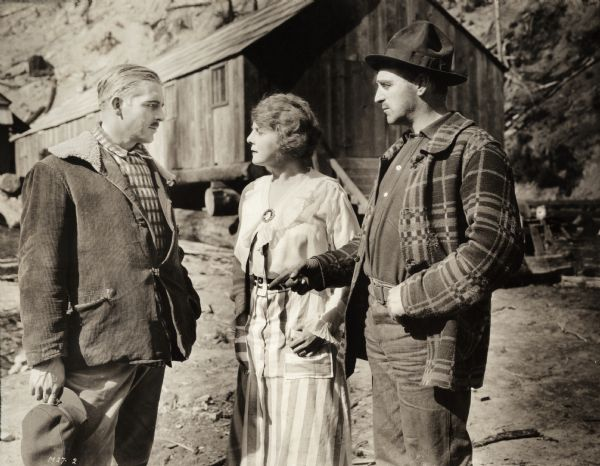
À gauche, dans Big Timber avec Kathlyn Williams et Alfred Paget

- 1912 : The Tribal Law
- 1912 : The Hidden Treasure
- 1913 : Love and the Law
- 1913 : Where Destiny Guides
- 1913 : A Rose of Old Mexico
- 1913 : The Latent Spark
- 1913 : The Fugitive
- 1913 : When the Light Fades
- 1913 : Brother Love
- 1913 : The Orphan's Mine
- 1913 : The Renegade's Heart
- 1913 : The Mute Witness
- 1913 : The Homestead Race
- 1913 : Suspended Sentence
- 1913 : The Ways of Fate
- 1913 : When Jim Returned
- 1913 : The Tattooed Arm
- 1913 : The Brothers
- 1913 : Youth and Jealousy
- 1913 : The Kiss
- 1913 : Her Innocent Marriage
- 1913 : A Modern Snare
- 1913 : On the Border
- 1913 : When Luck Changes
- 1913 : Via Cabaret
- 1913 : Hearts and Horses
- 1913 : Dead Man's Shoes
- 1913 : The Pride of Lonesome
- 1913 : A Foreign Spy
- 1913 : The Harvest of Flame
- 1913 : The Spark of Manhood
- 1913 : The Gratitude of Wanda
- 1913 : The Heart of a Cracksman
- 1913 : The Fires of Fate
- 1913 : Cross Purposes
- 1913 : Retribution
- 1913 : The Lightning Bolt
- 1913 : A Hopi Legend
- 1914 : The Intruder (en)
- 1914 : The Countess Betty's Mine
- 1914 : The Wheel of Life
- 1914 : Fires of Conscience
- 1914 : The Greater Devotion
- 1914 : A Flash in the Dark
- 1914 : Breed o' the Mountains
- 1914 : Regeneration
- 1914 : The Voice of the Viola
- 1914 : Heart of the Hills
- 1914 : The Way of a Woman
- 1914 : The Mountaineer
- 1914 : Cupid Incognito
- 1914 : A Gypsy Romance
- 1914 : The Test
- 1914 : The Skeleton
- 1914 : The Fruit of Evil
- 1914 : Women and Roses
- 1914 : The Quack
- 1914 : The Siren
- 1914 : The Man Within
- 1914 : Passing of the Beast
- 1914 : Love's Western Flight
- 1914 : A Wife on a Wager
- 1914 : 'Cross the Mexican Line
- 1914 : The Den of Thieves
- 1916 : The Wrong Heart
- 1917 : The Man Who Saved the Day
- 1917 : Buried Alive
- 1917 : A Warrior's Bride
- 1917 : The Penalty of Silence

### Comme scénariste
- 1912 : Chumps de George D. Baker
- 1912 : Kaintuck de Hal Reid
- 1912 : Before the White Man Came d'Otis Turner
- 1912 : The Tribal Law de Wallace Reid
- 1912 : All for a Girl de Frederick A. Thomson
- 1913 : Love and the Law de Wallace Reid
- 1913 : When Jim Returned de Wallace Reid
- 1913 : The Tattooed Arm de Wallace Reid
- 1913 : The Spirit of the Flag d'Allan Dwan
- 1913 : Women and War d'Allan Dwan
- 1913 : Dead Man's Shoes
- 1913 : Mental Suicide d'Allan Dwan
- 1913 : The Harvest of Flame de Wallace Reid
- 1913 : The Heart of a Cracksman de Wallace Reid et Willis Robards
- 1913 : The Fires of Fate de Wallace Reid et Willis Robards
- 1913 : The Cracksman's Reformation de Willis Robards
- 1913 : A Cracksman Santa Claus de Willis Robards
- 1913 : The Lightning Bolt de Wallace Reid
- 1913 : A Hopi Legend de Wallace Reid
- 1914 : Heart of the Hills de Walter Edwin
- 1914 : The Mountaineer de Wallace Reid
- 1914 : Cupid Incognito de Wallace Reid
- 1914 : The Fruit of Evil de Wallace Reid
- 1914 : Women and Roses de Wallace Reid
- 1914 : Down by the Sounding Sea de Christy Cabanne
- 1916 : The Wrong Heart de Wallace Reid

### Comme acteur

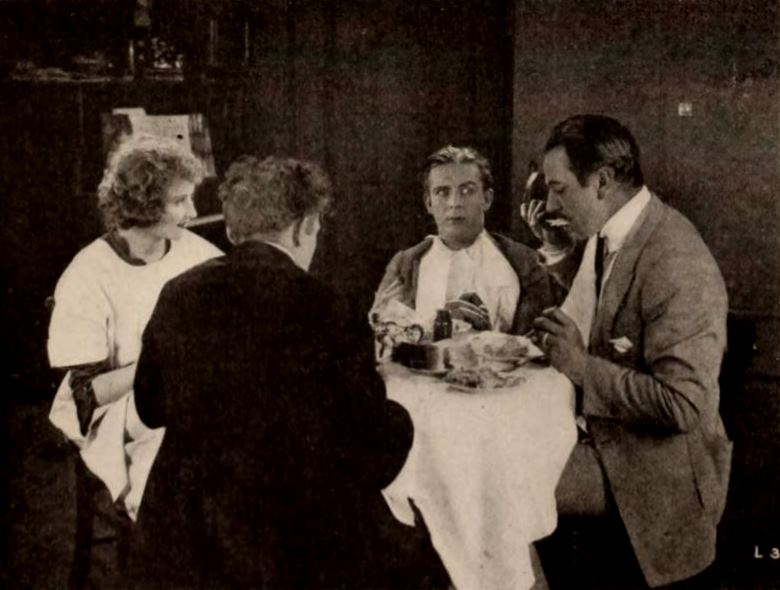
Dans The Love Burglar (1919) avec Anna Q. Nilsson (photographie publiée dans Exhibitors Herald du 26 juillet 1919, page 106)

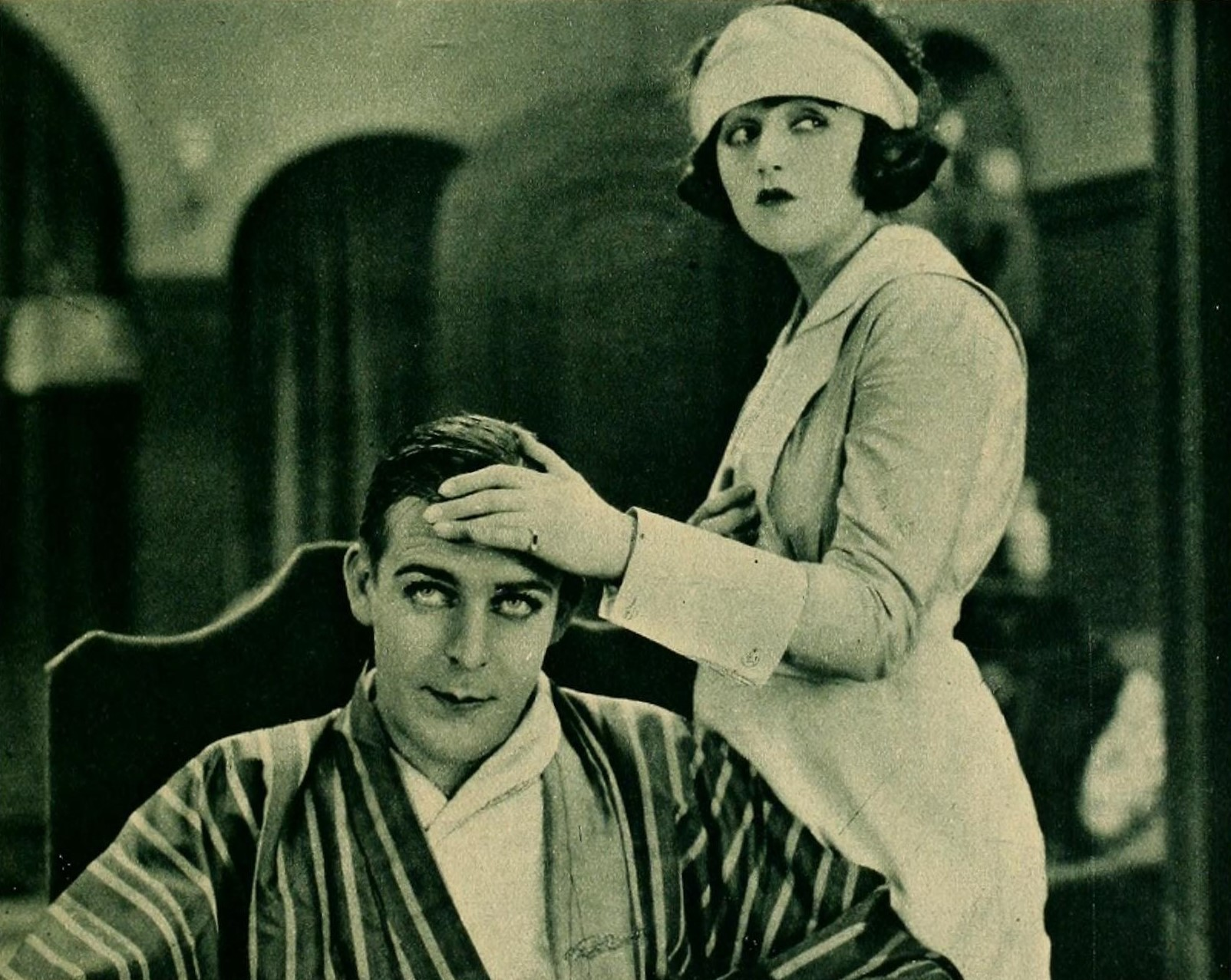
Dans Sick Abed(1920) avec Bebe Daniels

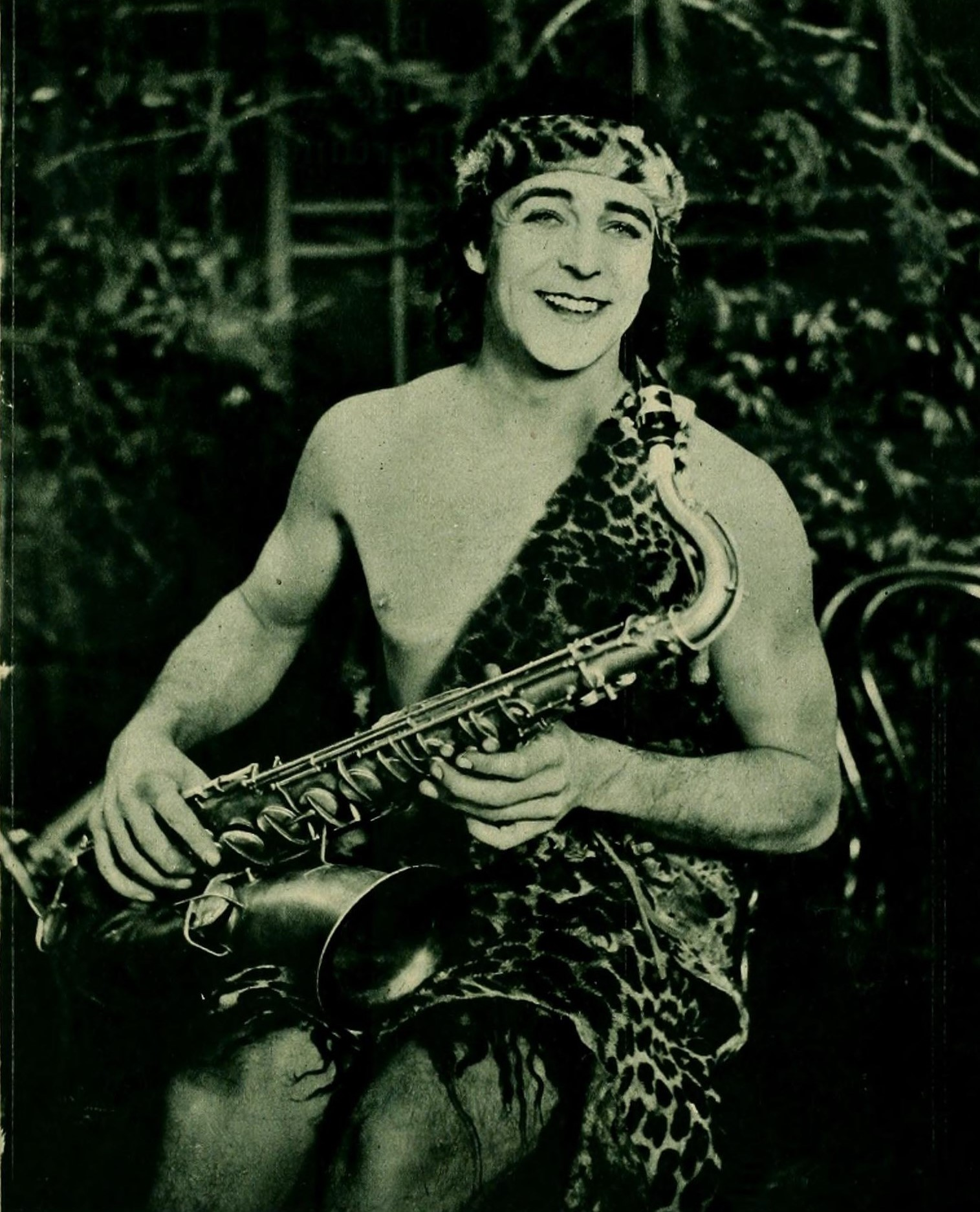
Wallace Reid dans The Dancin' Fool

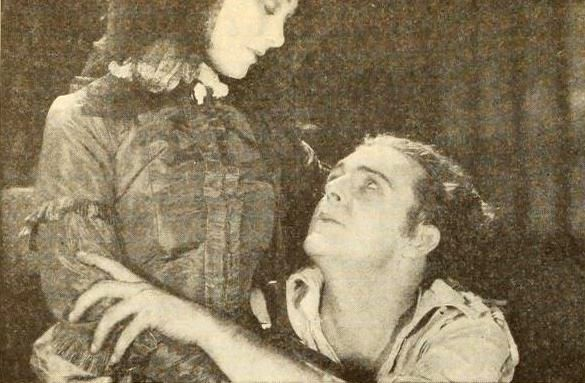
Dans Forever (1921) avec Elsie Ferguson

- 1910 : The Phoenix : jeune reporter
- 1911 : The Leading Lady
- 1911 : The Reporter de Joseph A. Golden : Cohn, Jones' Assistant
- 1911 : His Son
- 1911 : War
- 1912 : The Sepoy Rebellion
- 1912 : A Red Cross Martyr; or, On the Firing Lines of Tripoli
- 1912 : The Path of True Love
- 1912 : The Course of True Love
- 1912 : Chumps : George, the Denouement
- 1912 : Jean Intervenes : Billy Hallock
- 1912 : Indian Romeo and Juliet : Oniatore / Romeo
- 1912 : The Telephone Girl : Jack Watson
- 1912 : The Seventh Son
- 1912 : The Illumination
- 1912 : At Scrogginses' Corner
- 1912 : Brothers
- 1912 : The Victoria Cross : Lt. Cholmodeley
- 1912 : The Hieroglyphic
- 1912 : Diamond Cut Diamond : Clerk
- 1912 : Curfew Shall Not Ring Tonight
- 1912 : His Mother's Son
- 1912 : Kaintuck de Hal Reid : Kaintuck
- 1912 : Virginius : Icilius
- 1912 : The Gamblers
- 1912 : Before the White Man Came : Waheta
- 1912 : A Man's Duty : Union soldier
- 1912 : At Cripple Creek : Joe Mayfield
- 1912 : Making Good
- 1912 : The Secret Service Man
- 1912 : The Indian Raiders
- 1912 : His Only Son (en)
- 1912 : Every Inch a Man : Robert, the Son
- 1912 : Early Days in the West : Dan, a Young Pioneer
- 1912 : Hunted Down : John Dayton
- 1912 : A Daughter of the Redskins : Captain Stark, U.S.A.
- 1912 : The Cowboy Guardians
- 1912 : The Tribal Law : Apache brave
- 1912 : An Indian Outcast : Wally, un Cowboy
- 1912 : Hidden Treasure
- 1913 : Love and the Law : Sheriff John
- 1913 : Their Masterpiece
- 1913 : Pirate Gold de Wilfred Lucas
- 1913 : A Rose of Old Mexico : Paul Hapgood
- 1913 : The Picture of Dorian Gray : Dorian Gray
- 1913 : The Transgression of Manuel de Allan Dwan
- 1913 : Near to Earth (en)
- 1913 : The Eye of a God
- 1913 : The Ways of Fate : Jim Conway
- 1913 : When Jim Returned : Jim
- 1913 : The Tattooed Arm : Ben Hart
- 1913 : The Deerslayer : Chingachgook
- 1913 : Youth and Jealousy : Bill Higgins
- 1913 : The Kiss : Ralph Walters
- 1913 : Her Innocent Marriage : Bill Wayne
- 1913 : A Modern Snare : Shérif
- 1913 : When Luck Changes : Cal
- 1913 : Via Cabaret : Harry Reeder
- 1913 : The Spirit of the Flag de Allan Dwan : Docteur
- 1913 : Hearts and Horses : Bill Walters
- 1913 : In Love and War de Thomas H. Ince et Allan Dwan : Journaliste
- 1913 : Women and War de Allan Dwan : le jeune homme
- 1913 : Dead Man's Shoes
- 1913 : Song Bird of the North
- 1913 : The Pride of Lonesome : Ed Daton
- 1913 : The Powder Flash of Death de Allan Dwan : Capitaine Bruce Douglas
- 1913 : A Foreign Spy
- 1913 : The Picket Guard de Allan Dwan : Sentry
- 1913 : Mental Suicide de Allan Dwan : A contractor
- 1913 : Man's Duty : Bill, the Selfish One
- 1913 : The Animal : l'animal
- 1913 : The Harvest of Flame : The Inspector
- 1913 : The Spark of Manhood
- 1913 : The Mystery of Yellow Aster Mine : Reid
- 1913 : The Gratitude of Wanda : Wally
- 1913 : The Wall of Money : Monopolist's son
- 1913 : The Heart of a Cracksman : Gentleman Crook
- 1913 : The Cracksman's Reformation : Gentleman Crook
- 1913 : The Fires of Fate : Wally
- 1913 : Cross Purposes : Wally
- 1913 : Retribution : Reid
- 1913 : A Cracksman Santa Claus : Gentleman Crook
- 1913 : The Lightning Bolt : Reid
- 1913 : A Hopi Legend : Waheta
- 1913 : On the Border
- 1914 : The Little Country Mouse
- 1914 : For Those Unborn de Christy Cabanne
- 1914 : Whoso Diggeth a Pit : Wally
- 1914 : The Intruder (it) : Woodsman
- 1914 : The Countess Betty's Mine : Wallace
- 1914 : The Wheel of Life : le prospecteur
- 1914 : Fires of Conscience : le prospecteur
- 1914 : The Greater Devotion : Devotion
- 1914 : A Flash in the Dark : A Miner
- 1914 : Breed o' the Mountains : Joe
- 1914 : Regeneration : The Artist
- 1914 : The Voice of the Viola : Wallace
- 1914 : Heart of the Hills : Woodsman
- 1914 : The Way of a Woman : Pierre
- 1914 : The Mountaineer
- 1914 : The Spider and Her Web
- 1914 : Cupid Incognito
- 1914 : A Gypsy Romance : King of the Gypsies
- 1914 : The Test
- 1914 : The Skeleton : Young Husband
- 1914 : The Fruit of Evil
- 1914 : The Daughter of a Crook
- 1914 : Women and Roses
- 1914 : The Quack : Wallace Rosslyn
- 1914 : The Siren
- 1914 : The Man Within
- 1914 : Passing of the Beast : Jacques, le bucheron
- 1914 : Love's Western Flight : Wally
- 1914 : A Wife on a Wager : Wally Bristow
- 1914 : Cross the Mexican Line : Lt. Wallace
- 1914 : The Den of Thieves : David
- 1914 : Arms and the Gringo de Christy Cabanne
- 1914 : The City Beautiful (it) de Christy Cabanne
- 1914 : Down by the Sounding Sea de Christy Cabanne : John Ward
- 1914 : La Conscience vengeresse (The Avenging Conscience; Thou Shalt Not Kill) : Doctor
- 1914 : Moonshine Molly : Lawson Keene
- 1914 : The Second Mrs. Roebuck : Samuel Roebuck
- 1914 : Sierra Jim's Reformation : Tim
- 1914 : Down the Hill to Creditville
- 1914 : The High Grader
- 1914 : Her Awakening
- 1914 : For Her Father's Sins
- 1914 : A Mother's Influence
- 1914 : Sheriff for an Hour
- 1914 : The Niggard
- 1914 : The Odalisque de Christy Cabanne : Curtiss
- 1914 : Another Chance
- 1914 : Over the Ledge : Bob
- 1914 : At Dawn
- 1914 : The Joke on Yellentown
- 1914 : The Exposure : Reporter
- 1914 : Baby's Ride : Father
- 1915 : The Three Brothers (it) de Christy Cabanne
- 1915 : The Craven de Christy Cabanne : George
- 1915 : Naissance d'une nation (The Birth of a Nation) : Jeff (blacksmith)
- 1915 : The Lost House (en) de Christy Cabanne : Ford
- 1915 : Enoch Arden : Walter Fenn
- 1915 : Station Content : Jim Manning
- 1915 : A Yankee from the West : Billy Milford aka Hell-in-the Mud
- 1915 : The Chorus Lady : Danny Mallory
- 1915 : Carmen : Don Jose
- 1915 : Old Heidelberg : Karl Heinrich
- 1915 : The Golden Chance : Roger Manning
- 1916 : To Have and to Hold : Captain Ralph Percy
- 1916 : The Love Mask : Dan Derring
- 1916 : Maria Rosa : Andreas
- 1916 : The Selfish Woman : Tom Morley
- 1916 : The House with the Golden Windows : Tom Wells
- 1916 : Intolérance de D. W. Griffith
- 1916 : Starlight's Message
- 1916 : The Yellow Pawn : James Weldon
- 1916 : The Wall of Flame
- 1916 : The Wrong Heart
- 1917 : Jeanne d'Arc (Joan the Woman) : Eric Trent
- 1917 : The Golden Fetter : James Roger Ralston
- 1917 : The Man Who Saved the Day
- 1917 : Buried Alive
- 1917 : The Tell-Tale Arm
- 1917 : The Prison Without Walls : Huntington Babbs
- 1917 : A Warrior's Bride
- 1917 : The Penalty of Silence
- 1917 : The World Apart : Bob Fulton
- 1917 : Big Timber : Jack Fife
- 1917 : The Squaw Man's Son : Lord Effington, aka Hal
- 1917 : The Hostage : Lieutenant Kemper
- 1917 : Les Conquérants (The Woman God Forgot) : Alvarado
- 1917 : Nan of Music Mountain (en) de Cecil B. DeMille : Henry de Spain
- 1917 : The Devil-Stone : Guy Sterling
- 1918 : Rimrock Jones : Rimrock Jones
- 1918 : The Things We Love : Rodney Sheridan
- 1918 : The House of Silence : Marcel Levington
- 1918 : Believe Me, Xantippe (en) : George MacFarland
- 1918 : The Firefly of France : Devereux Bayne
- 1918 : Less Than Kin (it) de Donald Crisp : Hobart Lee / Lewis Vickers
- 1918 : The Source : Van Twiller Yard
- 1918 : The Man from Funeral Range (en) de Walter Edwards : Harry Webb
- 1918 : Too Many Millions (it) de James Cruze : Walsingham Van Doren
- 1919 : The Dub (it) de James Cruze : John Craig (The 'Dub')
- 1919 : Alias Mike Moran : Larry Young
- 1919 : Le Démon de la vitesse (The Roaring Road) de James Cruze : Walter Thomas 'Toodles' Walden
- 1919 : You're Fired (en) de James Cruze : Billy Deering
- 1919 : The Love Burglar (it) de James Cruze : David Strong
- 1919 : La Vallée des géants (The Valley of the Giants) de James Cruze : Bryce Cardigan
- 1919 : The Lottery Man de James Cruze : Jack Wright
- 1919 : Hawthorne of the U.S.A. (en) de James Cruze : Anthony Hamilton Hawthorne
- 1920 : Double Speed : 'Speed' Carr
- 1920 : Excuse My Dust : 'Toodles' Walton
- 1920 : The Dancin' Fool : Sylvester Tibble
- 1920 : Sick Abed : Reginald Jay
- 1920 : What's Your Hurry? : Dusty Rhoades
- 1920 : Always Audacious : Perry Dayton / 'Slim' Attucks
- 1921 : The Charm School de James Cruze : Austin Bevans
- 1921 : The Love Special : Jim Glover
- 1921 : Too Much Speed : 'Dusty' Rhoades
- 1921 : The Hell Diggers : Teddy Darman
- 1921 : Le Cœur nous trompe (The Affairs of Anatol) : Anatol Spencer
- 1921 : Forever (en) : Peter Ibbetson
- 1921 : Faut-il avouer? (Don't Tell Everything) de Sam Wood : Cullen Dale
- 1922 : La Crise du logement (Rent Free) de Howard Higgin : Buell Arnister Jr
- 1922 : The World's Champion : William Burroughs
- 1922 : Cent à l'heure (Across the Continent) de Phil Rosen : Jimmy Dent
- 1922 : The Dictator de James Cruze : Brooke Travers
- 1922 : Des gens très bien (Nice People) : Captain Billy Wade
- 1922 : La Fin des fantômes (The Ghost Breaker) de Alfred E. Green : Walter Jarvis, un Ghost Breaker
- 1922 : L'Accordeur (Clarence) de William C. de Mille : Clarence Smith
- 1922 : Thirty Days : John Floyd